# SVV in het seizoen 1970/71
Het seizoen 1970/1971 was het 17e jaar in het bestaan van de Schiedamse betaaldvoetbalclub SVV. De club kwam uit in de Eerste divisie en eindigde daarin op de 15e plaats. Tevens deed de club mee aan het toernooi om de KNVB Beker, hierin werd in de derde ronde verloren van Fortuna SC (1–2).

## Wedstrijdstatistieken

### Eerste divisie
|       | Blauw-Wit | FC Den Bosch '67 | SC Cambuur | D.F.C | HVC   | De Graafschap | GVAV  | Heerenveen | Helmond Sport | Heracles | SVV   | Veendam | Vitesse | Wageningen | Willem II |
| ----- | --------- | ---------------- | ---------- | ----- | ----- | ------------- | ----- | ---------- | ------------- | -------- | ----- | ------- | ------- | ---------- | --------- |
| Thuis | 0 – 1     | 0 – 2            | 3 – 3      | 2 – 0 | 1 – 1 | 3 – 0         | 0 – 1 | 1 – 1      | 1 – 0         | 1 – 1    | 5 – 0 | 0 – 0   | 2 – 1   | 2 – 2      | 0 – 0     |
| Uit   | 4 – 0     | 1 – 1            | 2 – 2      | 1 – 1 | 2 – 1 | 2 – 1         | 2 – 0 | 5 – 1      | 0 – 0         | 1 – 0    | 3 – 2 | 1 – 1   | 3 – 1   | 5 – 1      | 1 – 1     |

### KNVB beker
| 1e ronde                                       | SVV                                    | 2 – 1 (1 – 1)                         | Wageningen                                |
| 16 augustus 1970 Plaats: Schiedam Harga        | Ton Vorstenbos 37' Leen Warnaar 75'    |                                       | 40' Ger Meurs                             |
| 2e ronde                                       | AZ '67                                 | 2 – 2 (1 – 1, 2 – 2) Na strafschoppen | SVV                                       |
| 8 november 1970 Plaats: Alkmaar Alkmaarderhout | Gerard Vredenburg 12' Jan van Veen 47' |                                       | 6' Ton Vorstenbos 59' (e.d.) Jan van Veen |
| 3e ronde                                       | Fortuna SC                             | 2 – 1 (1 – 1)                         | SVV                                       |
| 14 maart 1971 Plaats: Sittard De Baandert      | Jan Lauers 63' Jo Geyselaers 83'       |                                       | 70' Slobodan Dutina                       |

## Statistieken SVV 1970/1971

### Eindstand SVV in de Nederlandse Eerste divisie 1970 / 1971
| Stand | Gespeeld | Gewonnen | Gelijk | Verloren | Punten | Doelpunten voor | Doelpunten tegen |
| ----- | -------- | -------- | ------ | -------- | ------ | --------------- | ---------------- |
| 15e   | 30       | 5        | 13     | 12       | 23     | 34              | 46               |

### Topscorers
| #      | Naam              | Goal |
| ------ | ----------------- | ---- |
| 1.     | Hans Bassant      | 10   |
| 2.     | Ton Vorstenbos    | 9    |
| 3.     | Slobodan Dutina   | 6    |
| 4.     | Cees van Herpen   | 5    |
| 5.     | Wout van Meeteren | 4    |
| Totaal | Totaal            | 34   |

| #              | Naam                  | Goal |
| -------------- | --------------------- | ---- |
| 1.             | Ton Vorstenbos        | 2    |
| 2.             | Slobodan Dutina       | 1    |
| 2.             | Leen Warnaar          | 1    |
| Eigen doelpunt |                       |      |
| –              | Jan van Veen (AZ '67) | 1    |
| Totaal         | Totaal                | 5    |

## Voetnoten
Blauw-Wit ·
FC Den Bosch '67 ·
Cambuur ·
D.F.C. ·
Fortuna SC ·
De Graafschap ·
GVAV ·
Heerenveen ·
Helmond Sport ·
Heracles ·
HVC ·
SVV ·
Veendam ·
Vitesse ·
Wageningen ·
Willem II